# 辺見さとし
辺見さとし（へんみ さとし）は日本の作曲家・編曲家・ギタリスト。神奈川県出身。本名：石塚聡。

## 略歴
1992年 - 矢嶋良介らと、ロックバンド「MOON」を結成。織田哲郎作曲のシングル「時間が止まらない」をリリースしただけで活動を終了する。
1993年 - 藍澤刹那のプロジェクトだった「DEEP'S」に加入。
1995年 - DEEP'Sを解散。
1997年 - GiRLを結成。同時に和泉容の「ダメ!」で作曲家デビュー。2000年 - GiRL活動休止。
2011年 - ロックバンド「IQ（アイキュー）」始動。2012年 - 「IxQ（アイキュー）」解散。
2013年 - 声優桜咲千依と「いちだーすのおんがくたい」結成。
2015年 - ベーシスト星島裕樹と器楽曲バンド「ZERO to 1000000（ゼロ トゥ ミリオン）」活動開始。
2017年 - 各種TV番組のBGM制作開始。
2021年 - YouTubeチャンネル「Satoshi Henmi's Guitar Smile」開設。
2022年 - ソロアルバム「Eight Guitar Trips」配信開始。9/2ギターインストイベント「Guitar Smile」開催。
2024年 -  2ndソロアルバム「Guitar Junky Vol.1 」リリース。
2025年 -  3rdソロアルバム「SurfBillyHip」リリース。

## 楽曲提供

### 作曲
- 和泉容「ダメ!」「Crush」
- ビレッジ・パープル「So Good!」
- 本多隆文「NUDE」
- MUH〜「おなじ空の下」「branco」
- 奈津子「汚れた街」「夢と現実」
- ロード オブ アルカナ オリジナル・サウンドコレクション
- ダイアモンド☆ユカイ「ドアラのマーチ」
- 角田信朗「武士の花」
- 千夜（佐藤聡美）＆シャロ（内田真礼）「ずっと一緒」TVアニメ「ご注文はうさぎですか？」キャラクターソング
- 鈴木達央「我らロック愚連隊」「CR真・花の慶次」空へ　より
- 春奈るな「青春プリンセス」
- White†Wind「 Brand New Day」(逢沢光流 & 春名一斗 / CV：山下大輝 & 梅原裕一郎)
- Lunar（上海）「拂晓（夜明け）」「RUN RUN RUN」「We Are Fire」
- PRIME☆STAR7「Summer Jump!!」
- 礒部花凜「かなえて! One Way Love」
- バンドじゃないもん!MAXX NAKAYOSHI「そーにゃん節」
- バンドじゃないもん!MAXX NAKAYOSHI ｢HAPPY JOURNEY!!!!!!!｣

### 作詞・作曲・編曲
- 武田愛可「ワ・タ・シ・イ・ロ」
- U KNO + α
- 古谷向日葵（三森すずこ）「もう！そぉ？トゥナイト」

### 編曲
- 奈津子[猜疑心」
- ブルードラゴン(Xbox 360)
- ロストオデッセイ(Xbox 360)
- ロード オブ ヴァーミリオン
- ロード オブ アルカナ オリジナル・サウンドコレクション
- 百歌声欄シリーズ
- 新妻聖子「愛をとめないで」
- NARUTO IN ROCK「ビバ☆ロック」「悲しみをやさしさに」
- 加藤和樹「Higher!」
- MUH〜
- 久木田薫
- ちょっキんず
- 川澄綾子「私の涙と空」
- Nobuo Uematsu with Ian Gillan「Eternity」
- FINAL FANTASY TACTICS ADVANCE 「white」
- 絶対アニメ 100
- GOKUSEN! ANIME 100
- THE TOKUSATSU 100 MEDLEY
- BEST ANISON 100 UNPLUGGED
- ダイアモンド☆ユカイ「ドアラのマーチ」
- 鈴木達央「我らロック愚連隊」
- 春奈るな「青春プリンセス」
- White†Wind「 Brand New Day」 (逢沢光流 & 春名一斗 / CV : 山下大輝 & 梅原裕一郎)
- Lunar（上海）「拂晓（夜明け）」
- PRIME☆STAR7「Summer Jump!!」
- Lunar（上海）「RUN RUN RUN」
- 礒部 花凜「かなえて! One Way Love」
- Lunar（上海）「We Are Fire」
- バンドじゃないもん！MAXX NAKAYOSHI「そーにゃん節」

## レコーディング参加
- 岡田ひらり「想い消せなくて」
- 椎名へきる「わからない男」
- イアンギラン「Eternity」
- 加藤和樹
- FLIP FLAP
- 大竹英二
- Do Won Kyung
- Mink
- 石田ミホコ
- 徳山秀典
- 水木一郎
- Shiny Lips
- AKIRA
- 永田英二
- 川澄綾子
- 春奈るな
- 鈴木達央
- ダイアモンド☆ユカイ
- 角田信朗
- 礒部花凜
- Lunar
- 三森すずこ
- 金子有希
- バンドじゃないもん!MAXX NAKAYOSHI